# Cnodalum zaisanicum
Cnodalum zaisanicum är en insektsart som beskrevs av Mitjaev 1994. Cnodalum zaisanicum ingår i släktet Cnodalum och familjen Dictyopharidae. Inga underarter finns listade i Catalogue of Life.